# Servaes Vaes

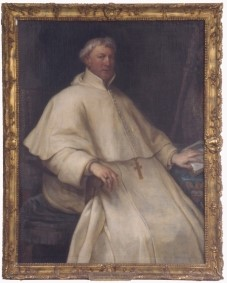
Portret van Servaes Vaes.

Servaes Vaes (Herk-de-Stad, 9 april 1608 – Averbode, 16 januari 1698) was de vijfendertigste abt van de abdij van Averbode van 1648 tot 1698.

## Leven

### Afkomst en familie
Servaes was afkomstig uit een familie die in Herk-de-Stad enig aanzien genoot, want zijn moeder Catharina Vanschoenbeek was afkomstig uit een oud geslacht dat reeds lange tijd in Herk woonde en zijn vader Hubertus Vaes zou er zeven keer burgemeester zijn.

### Een leven als geestelijke in abdij van Averbode
Op 1 november 1625 trad Servaes Vaes in de abdij van Averbode in en in 1626 trok hij er het novicekleed aan. In 1636 werd Vaes aangesteld tot subprior van de abdij. In 1641 werd hij door de abt van de abdij aangeduid als prior en op 3 mei 1648 stelde Ferdinand van Beieren, de bisschop van Luik, hem aan tot abt van de abdij. Hij zou dit bijna vijftig jaar lang blijven.

### Grote abt-bouwheer
In Averbode staat Vaes bekend als de grote abt-bouwheer. Reeds als prior werd hem de leiding toevertrouwd over de bouw van de norbertijner basiliek van Onze-Lieve-Vrouw van Kortenbos. Deze werken werden voltooid en ingewijd in april 1648. Boven de kerkdeur treft men vandaag nog het wapenschild van abt Vaes aan. Hierna liet Vaes aan de basiliek nog een woning voor de clerici bijbouwen en bestelde hij voor de basiliek een schilderij bij de Antwerpse kunstschilder Gaspar de Crayer.
Ook voor de eigen abdij startte Vaes de bouw van een pastorij voor pachters, het Pikkelpoortgebouw en de bouw van een nieuwe abdijkerk in barokstijl. De nieuwe kerk werd reeds in 1672 in gebruik genomen, terwijl de kerktoren pas in 1700 werd voltooid, twee jaar na het overlijden van de vijfendertigste abt van Averbode.

## Trivia
In Herk-de-Stad werd op enkele tientallen meters van het geboortehuis van Vaes, huis de Pelikaan aan de Markt, in 2005 het Servaes Vaespleintje ingehuldigd.